# Kolodka, Mostîska
Kolodka (în ucraineană Колодка) este un sat în comuna Sokolea din raionul Mostîska, regiunea Liov, Ucraina.

## Demografie
Componența lingvistică a localității Kolodka
     Ucraineană (100%)
Conform recensământului din 2001, toată populația localității Kolodka era vorbitoare de ucraineană (100%).